# Stephen Flowers

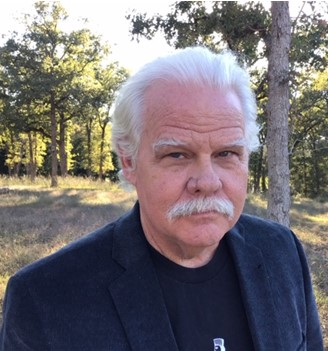
Stephen Edred Flowers im Jahr 2017

Stephen Edred Flowers (* 5. Mai 1953 in Bonham, Texas), auch bekannt unter dem Pseudonym Edred Thorsson, ist ein US-amerikanischer Germanist, esoterischer Runologe und Okkultist. Er ist Leiter des Temple of Set.

## Leben

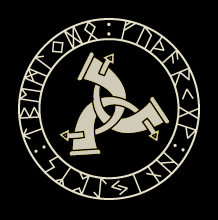
Kennzeichen der Runenschule Rune-Gild mit älterem Futhark und Triskele

Flowers studierte von 1973 bis 1984 germanische und keltische Philologie an der University of Texas at Austin. Er studierte auch an der Georg-August-Universität Göttingen, wo er 1984 mit einer Untersuchung über Runen und Magie zum Ph.D promovierte. Neben wissenschaftlichen Arbeiten veröffentlichte Flowers auch unter dem Pseudonym Edred Thorsson mehrere Bücher. Für die englische Ausgabe von Alain de Benoists neuheidnischem Werk On being a Pagan (dt. Heide Sein) schrieb er das Vorwort. 1980 gründete Flowers die esoterische Runenschule Rune-Gild mit der Zielsetzung, die Runenmagie mit den Runen der älteren Runenreihe wiederzubeleben und zu fördern.
Flowers gilt als Vordenker des Pfades zur linken Hand. In den 1980er Jahren übernahm Stephen Flowers von Michael Aquino die Leitung der neo-satanistischen Vereinigung Temple of Set, der auch in Deutschland regionale Gruppen unterhält und dem gnostisch-okkulten Satanismus zugerechnet wird, der den Teufel als Erlöserfigur interpretiert.
Flowers, auch unter dem Pseudonym Edred Thorsson bekannt, ist Gründer der amerikanischen Asatru-Gruppe „The Troth“. Er wurde durch ein Buch über Runenmagie aus dem Umfeld der Fraternitas Saturni zu einem Anhänger des germanischen Neuheidentums.

## Veröffentlichungen (Auswahl)

### Stephen Flowers
- Runes and Magic: Magical Formulaic Elements in the Elder Runic Tradition, 1987
- The Galdrabók: an Icelandic Grimoire, 1989
- Fire & Ice: Magical Teachings of Germany's Greatest Secret Occult Order, 1990
- Black Rûna, 1995
- Hermetic Magic: The Postmodern Magical Papyrus of Abaris, 1995
- Green Rûna: The Runemaster's Notebook, 1996
- Lords of the Left-Hand Path: A History of Spiritual Dissent, 1997
- Red Rûna, 2002
- Carnal Alchemy: A Sado-Magical Exploration of Pleasure, Pain and Self-Transformation, 2002
- A Concise Edition of Old English Runic Inscriptions

### Als Edred Thorsson
- Futhark: A Handbook of Rune Magic, 1984
- Handbuch der Runen-Magie, 2003

- Runelore: A Handbook of Esoteric Runology, 1987
- Runelore: Manuel de runologie ésotérique, 1999
- Runenkunde: Ein Handbuch der esoterischen Runenlehre, 2002

- Rune Might: Secret Practices of the German Rune Magicians, 1989, 1990
- A Book of Troth, 1989, 1992

- The Nine Doors of Midgard, 1991
- Die Neun Tore von Midgard. Ein magischer Lehrplan der Runen-Gilde, 2004

- The Truth about Teutonic Magic, 1991
- Book of Ogham: The Celtic Tree Oracle, 1992
- Green Rûna – Shorter Works of Edred Thorsson Vol. I (1978-1985),1996
- At The Well of Wyrd 1988 reprinted & retitled Runecaster’s Handbook: The Well of Wyrd, 1999